# あなたと夜と音楽と
あなたと夜と音楽と（あなたとよるとおんがくと）は、新潟放送で放送されていたジャズを主体とした、日本のラジオ番組。

## 概要
2009年3月28日まで放送されていた『音楽夢語り』に代わって同年4月4日スタートしたジャズを主体としたリクエスト番組である。番組タイトルはスタンダードナンバーとして名高い『You and The Night and The Music（あなたと夜と音楽と）』に因んで命名された。
キャッチフレーズは「夜のしじまにふと聴こえてくるメロディ　土曜の夜、ほっとするすてきなひとときをプレゼントします」。
パーソナリティはチャーリー高坂こと高坂元巳。高坂は現在同社のテレビ営業局業務部長を務めているが、2004年春まではアナウンサーであった。高坂は以前ラジオでジャズ専門番組『Swing Street』のパーソナリティを務めた経験があるなど、BSN社内ではジャズに造詣が深いことで知られている。マイクネーム「チャーリー」は若手時代、ラジオ『ネクラでバンザイ』『今夜もゼッチョー』などで名乗っていたものだが、番組開始を期に、実に「約25年ぶりに」復活することとなった。
そして、2019年3月30日に最終回を迎え、丸10年の歴史に幕を下ろした。

## 放送内容
番組で放送される楽曲は全てスタンダードジャズ。番組前半は季節の話題に因んだ楽曲を6曲ほど演奏し、曲間には高坂が“季節のエッセイ”を語る。番組後半はリスナーからのメッセージを交えた高坂のトークと、高坂自身が学生時代から慣れ親しんだジャズを新旧織り交ぜて選曲する「チャーリー高坂のマイ・セレクション」、さらにBSNのレコード室からランダムに選曲した「レコード室からの一枚」の2つのコーナーを送る。この「レコード室」向けの選曲を行う際には、レコードジャケットの中からかつての深夜番組『ニイガタ・トゥナイト』へのリクエスト葉書が40数年ぶりに発見されるなど、ハプニングもしばしばあるという。
番組では、リスナーからのリクエストやメッセージに加え、ふと気づいたことや旅の思い出、趣味の話、幼い頃の原風景などフリーテーマのエッセイ（300字程度）も募集しており、番組公式ブログもしくは郵送で受け付けている。

## 放送時間
- 2009年4月4日 - 2019年3月30日
- 毎週土曜日 22:00 - 23:00 (JST)

## パーソナリティ
番組末期はチャーリー高坂が出演。復帰時期は不明。
- チャーリー高坂（高坂元巳） - 2009年4月4日〜2012年3月31日[2]
- 大井徹之進 - 2012年4月7日〜[3]

## テーマ曲
- You and The Night and The Music（ビル・エヴァンス）

## スポンサー
- 石本酒造

## 同名番組
同名の番組は過去から現在に至るまで複数存在する。アール・エフ・ラジオ日本で、毎週月曜深夜に秋元順子がパーソナリティを務める演歌主体の音楽番組『あなたと夜と音楽と』を放送している。
1970年代後期にはエフエム大阪でも音楽と宝塚歌劇団を主体とした番組『阪急アワー あなたと夜と音楽と』を放送していた。
同名ラジオ番組の元祖は1960年代に文化放送で放送されていた「あなたと夜と音楽と」（パーソナリティ：広城さよ《ヒロキ サヨ》）である。土居まさるの「真夜中のリクエストコーナー」の前の時間帯に月曜日-金曜日のベルトで放送された。